# Mohammed El Bouzidi
Mohammed El Bouzidi (Tétouan, 8 september 1966) is een Belgisch politicus voor de marxistische partij PVDA-PTB.

## Biografie
El Bouzidi is afkomstig uit Marokko en ging in België als arbeider aan de slag in de chemische sector. Tevens werd hij vakbondsafgevaardigde voor de socialistische vakbond FGTB. 
Hij werd politiek actief voor PVDA-PTB en is voor deze partij sinds de gemeenteraadsverkiezingen van oktober 2018 gemeenteraadslid van Sint-Jans-Molenbeek. Na de verkiezingen van oktober 2024 belandde de PVDA-PTB in het schepencollege en in december 2024 werd Bouzidi er schepen van Klimaat, Energie, Milieu en Netheid.
Bij de Brusselse gewestverkiezingen van juni 2024 werd El Bouzidi eveneens verkozen in het Brussels Hoofdstedelijk Parlement, waar hij in december van dat jaar ontslag nam om zijn schepenambt uit te oefenen. Tijdens zijn korte lidmaatschap van het Brussels Parlement was hij ondervoorzitter van de commissies Binnenlandse Zaken en Territoriale Ontwikkeling.